# 如月影二
如月 影二（きさらぎ えいじ、Eiji Kisaragi）は、SNK（SNKプレイモア）の対戦型格闘ゲーム『龍虎の拳』シリーズや『ザ・キング・オブ・ファイターズ』シリーズに登場する架空の人物。

## キャラクター設定
『龍虎の拳2』（以下『龍虎2』と表記）にて初登場。日本古来の忍術である如月流忍術の使い手で、「我が忍術は天上天下において最強である。故に我を越えるもの、すべてを断つ」を身上とする。如月流を超える拳を全て抹殺せんとし、その一つである極限流空手を断つべく、極限流一派をつけ狙う。『龍虎2』では極限流一派のリョウ・サカザキ達がサウスタウンで開催するキング・オブ・ファイターズに参加した事からユリ・サカザキを除いた極限流一派を根絶やしにする為に大会に参加する。
影二の使う如月流忍術は、少なくとも江戸時代にまで源流を遡れることが『月華の剣士』シリーズに登場する斬鉄のエンディングで判明している。このエンディングでは、代々受け継がれてきた忍術が斬鉄から彼の孫、そして後世へも引き継がれていくことが示されており、その最後に影二の姿が登場している。同門であった不破刃によれば、影二は如月流の次期統帥として推薦されているという。なお、影二は如月流の現統帥が拾ってきた捨て子であり、斬鉄とは血縁関係にはない。
一人称は「拙者」や「我」であり、二人称は「おぬし」や「貴様」である。語り口は格式張っており、威圧感を漂わせる口吻である。顔の下半分に覆面を付け、身に着けている忍装束の背中には「炎」と書かれている。通常は素手で戦っているが、勝利ポーズでは2本の小刀を取り出してその場に構える（『龍虎2』ではパーフェクト勝利時に取り出す）。
『ザ・キング・オブ・ファイターズ』（以下『KOF』と表記）シリーズでは、『KOF'94』のメキシコステージの背景で初登場し、『KOF'95』（以下『'95』と表記）にてビリー・カーン、八神庵とともに「ライバルチーム」として初出場したが、『'95』のエンディングでビリーとともに庵の不意打ちを受けた。以来、ビリーとともに庵を目の仇にしているが、影二自身は長らく出場せず、『KOF'98』でのビリー対庵の対戦前デモで一瞬登場したり、背景に出演するだけに止まっていた。
『KOF2000』では、同じ忍びの者という共通点のある麟のアナザーストライカーとして出場する。また、同作での麟の庵に対しての勝利メッセージで影二の名が出てくる。
その後、『KOF XI』（以下『XI』と表記）で「アンチ極限流チーム」として登場する。チームストーリーに見られるように修行を積み重ねていたらしく、如月流の開祖・斬鉄の奥義「闇狩り」を会得している。また『XI』では覆面のデザインが異なり、耳にかける紐がある。なお、ユリに負けると勝利メッセージで「ニンニン」と言ってもらえないかとせがまれる。『XI』のエンディングでは、極限流に勝負を挑もうとするものの、タクマ・サカザキ、ユリ、ロバート・ガルシアの企画に遭遇したことでチームメンバーとともに暴走したキングに叩きのめされる結末となっている。
『KOF'98』のリメイク作品『KOF'98 ULTIMATE MATCH』（以下『'98UM』と表記）でも追加キャラクターとして出場。これにより同作では『'95』以来の（『XI』でもビリーが登場していないため）'95ライバルチームを再編成することが可能となった。これに伴い、ビリーVS庵の対戦前の演出では影二が登場しないように変更されている。
『SNK GALS' FIGHTERS』ではビリー、マチュア、バイスとともにミスX（スケ番やレディース風の姿をした八神庵）が登場する時のストーリーデモや、彼の「ソウマトウフラッシュ」（相手の超必殺技でフィニッシュされる演出）に登場。影二も「ソウマトウフラッシュ」ではレディース風の姿をしている。

## ゲーム上の特徴
ほとんどの使用キャラクターが飛び道具の必殺技を持っている『龍虎2』において、格闘ゲーム史上初の飛び道具をはね返す必殺技「流影陣」を持つキャラクターとして登場した。基本システムとして組み込まれているローキックのリーチの長さは、全キャラクター中トップクラス。通常技では、遠距離立ち強パンチのリーチがそれなりに長い。立ち弱キックは食らい判定が小さくなるほか、対空迎撃に使用可能。また、（近距離立ち状態を除く）強キックが（地上・空中を問わず）2段技となっており、相手に飛び込む際に多用できる。しゃがみ強キックも2段技だが、相手を転ばす能力は無い。
『龍虎2』における影二の必殺技は、使い勝手が良いものが揃っている。「流影陣」は、通常の飛び道具をはね返し、「覇王翔吼拳」や「メガスマッシャー」のような超必殺技の飛び道具をかき消す効果を持つ（キングの「ダブルストライク」に至っては、はね返すことが可能）。波動自体にも攻撃判定があり、突進技に対しても使用できる。また、前方へのダッシュから横斬りを繰り出す「骨破斬り」は、攻撃の瞬間に、相手の攻撃を自動的にガードするという特殊な判定があり、相手の攻撃を受け流しつつ反撃が可能である（ユリの「百列ビンタ」のように、相手を吸い込む掴み技も自動でガードしてみせた直後に攻撃し、ダメージを与える。ただし、気力がゼロの状態で出すと、ダッシュはせずにその場で攻撃する）。上から大きく弧を描いて斬りつける「霞み斬り」の攻撃判定は、気力が最大の状態で出すとかなり大きくなる。大きな三日月状の飛び道具を飛ばす超必殺技「斬鉄波」は、他の超必殺技の飛び道具と比較して発生が早く、ミッキー・ロジャースの「プラネットゲイル」に次いで性能が高い飛び道具である。
もっとも、影二の必殺技は気力が充分にあって初めて真価を発揮する。その持ち技の性質上、気力に依存し、量に左右されやすい。そのため増減に注意しないと戦局が不利になる。また、気絶すると一部の立ち攻撃や必殺技が当たらなくなる。
『'95』では、遠距離から「斬鉄波」を飛ばして盾にして接近する戦法を取ることが可能。『龍虎2』同様に技の隙が小さく、さらに通常の必殺技として装備されており、いつでも使用できる。強キックの当たり方が、他の登場キャラクターと同じようになったため、飛び込みからの連続技は違和感無く狙うことが可能。近距離立ち強キックから「気孔砲」や「霞み斬り」に連続でつなげることができる。

## 技の解説

### 通常技

#### 『龍虎の拳2』
| 操作       | 立ち（近距離） | 立ち（遠距離）       | しゃがみ             | 垂直ジャンプ | 前方ジャンプ | 後方ジャンプ |
| ---------- | -------------- | -------------------- | -------------------- | ------------ | ------------ | ------------ |
| 弱パンチ   | 水平打ち       | 水平打ち             | しゃがみ突き         | 斜め打ち     | 斜め打ち     | 斜め打ち     |
| 強パンチ   | 中段打ち       | 回転打ち             | しゃがみ上段水平打ち | 跳び斜め突き | 跳び斜め突き | 跳び斜め突き |
| 弱キック   | 回転逆蹴り     | 回転逆蹴り           | しゃがみキック       | 跳び蹴り     | 跳び蹴り     | 跳び蹴り     |
| 強キック   | 回転蹴り       | コンビネーション蹴り | しゃがみ2段蹴り      | 跳び2段蹴り  | 跳び2段蹴り  | 跳び2段蹴り  |
| アッパー   | 突き上げ打ち   | 突き上げ打ち         |                      |              |              |              |
| ローキック | 逆蹴り         | 逆蹴り               |                      |              |              |              |

#### 『KOF』シリーズ
技名が公表されている『'95』の名称のみ記載。
| 操作           | 立ち（近距離）       | 立ち（遠距離） | しゃがみ             | 垂直ジャンプ | 前方ジャンプ | 後方ジャンプ |
| -------------- | -------------------- | -------------- | -------------------- | ------------ | ------------ | ------------ |
| 弱パンチ       | 水平打ち             | 水平打ち       | しゃがみ突き         | 斜め打ち     | 斜め打ち     | 斜め打ち     |
| 強パンチ       | 中段打ち             | 回転打ち       | しゃがみ上段水平打ち | 跳び斜め突き | 跳び斜め突き | 跳び斜め突き |
| 弱キック       | 回転逆蹴り           | 逆蹴り         | しゃがみキック       | 落葉蹴り     | 跳び蹴り     | 跳び蹴り     |
| 強キック       | コンビネーション蹴り | 回転蹴り       | しゃがみ2段蹴り      | 跳び回し蹴り | 跳び2段蹴り  | 跳び2段蹴り  |
| 攻撃避け       | 影添                 | 影添           | -                    | -            | -            | -            |
| カウンター攻撃 | 無影十字腿           | 無影十字腿     | -                    | -            | -            | -            |
| ふっ飛ばし攻撃 | 穿心衝打             | 穿心衝打       |                      | 封蝶斧刃脚   | 封蝶斧刃脚   | 封蝶斧刃脚   |

### 通常投げ
空中一本背負い
相手を掴んでそのまま空中へ飛び上がり、背中から地上へ投げ落とす。

### 必殺技
気孔砲
両腕を前に突き出し、両掌から気を発して攻撃する技。後に『KOF XI』では画面端まで吹き飛ばすようになった。『'95』では、相手が出した小型の飛び道具も相殺することが可能。
流影陣
前方で両拳を合わせて気を込め、その直後に両腕を拡げて気の刃を生み出す技。前述の通り、飛び道具をはね返す性能を持っている。この性質は斬鉄の代より受け継がれる「流影刃」を極限流に対抗すべく対気功反射に特化させたものとして影二が改良した結果だとされている。
『龍虎2』にて、キングの超必殺技で飛び道具を2発連続で繰り出す「ダブルストライク」は1発目をはね返し、直後にキングが撃った2発目にぶつけて無効化することができるが、ミッキーの超必殺技で同じく飛び道具を2発連続で繰り出す「プラネットゲイル」については、1発目をかき消すと「流影陣」の攻撃判定が消滅して無防備状態となった直後に2発目を喰らってしまう。
霞み斬り
両の手刀を振り下ろして斬りつける。『龍虎2』において、気力が緑の状態で出した時の攻撃判定と威力がともに優れる。前方へ踏み込む分、攻撃のリーチも長い。『'95』では、相手が出した小型の飛び道具も相殺することが可能。
骨破斬り
高速で駆け、一定距離を走るか、相手に接近すると手刀の横斬りを繰り出す。
天馬脚
前方に孤を描く軌道で一回転しながら飛び上がり、急降下しつつ蹴りの連打を繰り出す。『龍虎2』では、飛び上がって降下する際に相手に接触すると「暫烈拳」のように蹴りを叩き込み、相手が近くにいないと、着地して気力を消費するだけで技が終わる。
如月流連拳脚
『龍虎2』でのみ使用。強キックで出る蹴り技を3回見舞う。技の威力も動作速度も、気力の残量の影響を受けない。また、相手の体力を削る能力はない。
影うつし
『'95』で追加された技。高速で駆ける移動技で、攻撃力は一切無い。相手をすり抜けて移動することが可能。
骸縫い
『'98UM』で追加された技。空中から苦無状の手裏剣を投げる。斬鉄が必殺技として使っていた技でもある。

### 超必殺技
斬鉄波
大型の気の刃を撃ち出す技。極限流一門の「覇王翔吼拳」と同等の性能を持つが、攻撃判定の発生が早い分、（ゲーム上では）「覇王翔吼拳」よりも強い。『'95』では通常の必殺技であり、発生が早い。『'98UM』でのMAX版は直後に「流影陣」の動作で二発目の気の刃を撃つ。
斬鉄蟷螂拳
その場で腰を落として構えてから相手に突進し、連続攻撃を叩き込んだ後に「霞み斬り」で締める乱舞技。『龍虎2』では隠し必殺技（『餓狼伝説』シリーズで言うところの「潜在能力」に当たる）扱い。他の乱舞技と比べて、突進までの時間が長い。
『XI』では2種類のコマンドが存在するが、どちらで出しても性能に変化はない。『'98UM』ではコマンドが『XI』で追加されたのと同じものに変更されており、MAX版は突進後に分身してから乱舞し、止めに画面全体がフラッシュする中で同時に「骨破斬り」を決める。
闇狩り
『XI』で初登場したリーダー超必殺技で、影二唯一のコマンド投げ技。斬鉄が潜在奥義として使っていた技でもある。斬鉄と同様に、相手を打ち上げた後に闇の中で7回斬りつける。

## 他のメディアでの影二
漫画版『龍虎の拳2』（著：天獅子悦也）では藤堂竜白を「キング・オブ・ファイターズ」の予選で撃破して本大会に出場するが、後にタクマを狙おうとしてリー・パイロンに秘孔を突かれたためにリョウに敗北する。
漫画版『KOF'94』（著：真行寺たつや）では彼と思しき人物が草薙京に倒されている。この時は覆面がなく、覆面の下の素顔には髭が生えていた。
漫画版『KOF京』（著：夏元雅人）では草薙家へ偵察に行くも京の母である静に見つかるが彼女に飯をご馳走される描写があったり、草薙柴舟と共闘してゲーニッツに挑んだりと、『KOF』のゲーム本編とはうって変わって出番が多い。

## 担当声優
- 島よしのり（以下を除く各種ゲーム作品）
  - 『KOF'98UM』ではアーケード版のスタッフロールでは津田英治とされており、公式サイトでも同様だったが、後に公式サイトの方は島よしのりに修正されている。
- 岩崎了（アプリ『THE KING OF FIGHTERS ALLSTAR』）

## 関連人物
- リョウ・サカザキ - 宿敵
- ロバート・ガルシア - 同上
- タクマ・サカザキ - 同上
- 不破刃 - かつての同門
- 藤堂香澄 - 『KOF XI』アンチ極限流チームのチームメイト（同じ『龍虎』のキャラクターだが、本編では面識なし）
- 斬鉄 - 如月流忍術開祖
- 八神庵 - 『KOF'95』ライバルチームのチームメイト、宿敵
- ビリー・カーン - 『KOF'95』ライバルチームのチームメイト、利害関係の一致
- まりん - 『KOF XI』アンチ極限流チームのチームメイト
- 麟 - 『KOF2000』アナザーストライカー